# Redon (rivière)
Pour les articles homonymes, voir Redon (homonymie).
Le Redon est une rivière française qui coule dans le département de la Haute-Savoie, en nouvelle région Auvergne-Rhône-Alpes. C'est un affluent du lac Léman, donc un affluent du Rhône.

## Géographie
Long de 11,7 kilomètres, le Redon prend sa source sous le massif des Moises, (Chablais français), près du Mont Draillant (974 m), à 875 m d'altitude, sur la commune de Draillant.
Il traverse les communes d'Allinges, de Margencel et Perrignier, à trois kilomètres à l'ouest de Thonon-les-Bains, où il se jette dans le lac Léman, entre les communes de Margencel et Sciez à 372 m d'altitude.

### Communes et cantons traversés
Dans le seul département de Haute-SAvoie, le redon traverse les cinq communes suivantes, de l'amont vers l'aval, de Draillant (source), Allinges, Perrignier, Margencel et Sciez (confluence).
Soit en termes de cantons, le Redon prend source dans le canton de Thonon-les-Bains et conflue dans le canton de Sciez, le tout dans l'arrondissement de Thonon-les-Bains.

### Bassin versant
Le Redon traverse une seule zone hydrographique le Lac Léman du torrent de la Dranse au Foron (V034) de 85 km2 de superficie. Ce bassin versant est constitué à 42,53 % de « territoires agricoles », à 31,87 % de « forêts et milieux semi-naturels », à 23,99 % de « territoires artificialisés », à 1,13 % de « zones humides », à 0,12 % de « surfaces en eau ».

## Affluents
Le Redon a trois affluents référencés :
- le ruisseau des Moisses (rg), 3,2 km sur les deux communes de Perrignier (confluence) et Draillant (source).
- le ruisseau des Vernes (rg), 1,8 km sur les deux communes de Perrignier (source) et Allinges (confluence).
- le ruisseau de la Gurnaz (rg), 7,1 km sur les cinq communes de Cervens (source) Margencel (confluence), Perrignier, Fessy,  et Lully.

Donc son rang de Strahler est de deux.

## Hydrologie
Le Redon est une rivière assez abondante. 

### Le Redon à Margencel
Son débit a été observé depuis le 1er janvier 1971 , à Margencel, à 430 m d'altitude, localité située non loin de son débouché dans le lac Léman. La surface ainsi étudiée est de 30,5 km2, soit la quasi-totalité du bassin versant du cours d'eau.
Le module de la rivière à Margencel est de 0,472 m3/s.
Le Redon présente des fluctuations saisonnières de débit modérées. Les hautes eaux se déroulent en hiver et au début du printemps, et se caractérisent par des débits mensuels moyens allant de 0,572 à 0,662 m3/s, de décembre à mai inclus (avec un maximum fort léger en avril). À partir du mois de mai, le débit diminue progressivement jusqu'aux basses eaux d'été qui ont lieu de juillet à septembre inclus, entraînant une baisse du débit mensuel moyen jusqu'au plancher de 0,177 m3/s au mois d'août. Mais ces moyennes mensuelles cachent des fluctuations plus élevées sur de courtes périodes ou selon les années.

### Étiage ou basses eaux
Aux étiages, le VCN3 peut chuter jusque 0,053 m3/s en cas de période quinquennale sèche, soit 53 litres par seconde, ce qui n'est que modérément sévère.

### Crues
Les crues sont moyennement importantes, compte tenu de l'exigüité du bassin versant de la rivière (seulement 30,5 km2). Les QIX 2 et QIX 5 valent respectivement 4,7 et 6,0 m3/s. Le QIX 10 est de 6,8 m3/s, le QIX 20 de 7,7 m3/s, tandis que le QIX 50 se monte à 8,7 m3/s.
Le débit instantané maximal enregistré à Margencel a été de 8,890 m3/s le 28 janvier 1979 à 8h12, tandis que la valeur journalière maximale était de 5,81 m3/s le même jour. Si l'on compare la première de ces valeurs à l'échelle des QIX de la rivière, l'on constate que cette crue était nettement supérieure à la crue cinquantennale définie par le QIX 50, et donc fort exceptionnelle. la hauteur maximale instantanée a été de 113 cm ou 1,13 m le même 28 janvier 1979 à 8h12.

### Lame d'eau et débit spécifique
Le Redon est une rivière assez abondante. La lame d'eau écoulée dans son bassin versant est de 489 millimètres annuellement, ce qui est nettement supérieur à la moyenne d'ensemble de la France, tous bassins confondus (plus ou moins 320 millimètres par an. C'est cependant nettement inférieur à la moyenne du bassin du Rhône (557 millimètres par an à Beaucaire). Le débit spécifique (ou Qsp) atteint le chiffre robuste de 15,5 litres par seconde et par kilomètre carré de bassin.

## Aménagements et écologie

### Pêche
C'est une rivière de première catégorie, appréciée des pêcheurs à la truite.
Depuis l'élargissement de la RN5 qui passe au-dessus du Redon (dans les années 1980), la remontée des truites du lac Léman qui venaient se reproduire dans ce cours d'eau n'était malheureusement plus possible. D'importants travaux de renaturation au droit d'une ancienne carrière menés en 2006 ont mis fin à cette erreur d'aménagement. Les truites lémaniques retrouvent à présent plus de 15 km de frayères supplémentaires (avec les affluents du Redon).